# Akiko Nakajima
Akiko Nakajima (jap. 中嶋 彰子, Nakajima Akiko; * 1975 in Hokkaidō) ist eine japanische Opernsängerin (Sopran).

## Leben
Nakajima wuchs teilweise in Sydney in Australien auf und lebt nun mit ihrer Familie in Wien. Ihre internationale Gesangskarriere startete sie mit dem ersten Preis bei der Australian Singing Competition in Sydney im Jahre 1990.
Ihr umfangreiches Opernrepertoire umfasst mehr als 50 Partien und führte sie u. a. an die großen Opernhäuser von Sydney, Tokio, Wien, London, Paris, München, Frankfurt und Hamburg. Ihr Europa-Debüt feierte sie als Musette in La Bohème am Teatro San Carlo in Neapel.
Akiko Nakajima war Ensemblemitglied am Tiroler Landestheater Innsbruck und am Staatstheater Darmstadt. Sie trat in anspruchsvollen Belcanto-Rollen, wie Adina in L’elisir d’amore, der Titelrolle in La sonnambula und La Fille du Regimentauf; damit hatte sowohl beim Publikum als auch bei den Kritikern großen Erfolg. Als Sonja in der Operette Der Zarewitsch begann ihre Karriere an der Wiener Volksoper.
2006 sang sie als Cover für Cecilia Bartoli die Rolle der Donna Fiorilla in Il turco in Italia am Royal Opera House Covent Garden in London. In Japan ist sie regelmäßig gemeinsam mit dem NHK Orchester zu hören. Akiko Nakajima arbeitet regelmäßig mit Dirigenten wie Lorin Maazel, Herbert Blomstedt, Charles Dutoit, Kazushi Ōno, Myung-whun Chung und Thomas Hengelbrock zusammen. Im Juli 2008 gab sie ihr Rollendebüt als Cio-Cio-San in Madama Butterfly beim Musikfestival Steyr.
Auch im Konzert- und Liedbereich hat Akiko Nakajima ein breites Repertoire von den Bach-Passionen über Lieder von Schubert und Hugo Wolf bis zu Werken der Gegenwartsliteratur. Zahlreiche Engagements führten sie u. a. zum Festival dei due Mondi in Spoleto, zu den Festwochen der Alten Musik in Innsbruck, zur Münchener Biennale und den Wiener Festwochen.

## Auszeichnungen
Für ihren Erfolg als Lucia di Lammermoor verlieh ihr das deutsche Opernmagazin Opernwelt den Titel „Beste Nachwuchskünstlerin“.

## CD-Aufnahmen
Akiko Nakajimas erstes Soloalbum trug den Titel
- LA PASTORELLA. Das Album wurde für die Deutsche Schallplattenkritik nominiert.
- Opernanthologie mit dem Titel FEMALE PORTRAITS
- PLAISIR D’AMOUR mit einer Mischung aus bekannteren und weniger bekannten Werken von Scarlatti, Mozart, Bellini, Verdi, Tosti u. a.